# Hancock Shaker Village
Hancock Shaker Village ist eine ehemalige, rund 400 Hektar große Siedlung der Shaker aus dem 18. Jahrhundert auf den Stadtgebieten von Hancock bzw. Pittsfield im US-Bundesstaat Massachusetts, die heute von einer Non-Profit-Organisation als öffentlich zugängliches Freilichtmuseum betrieben wird. Sie wurde 1968 als National Historic Landmark in das National Register of Historic Places eingetragen.

## Beschreibung
Zur Zeit ihrer aktiven Nutzung war die Siedlung in insgesamt sechs Bereiche, die sogenannten Familien unterteilt: Die Church-Familie lebte im Zentrum des Komplexes, der heute das Freilichtmuseum darstellt. Fünf weitere Familien mit jeweils 30 bis 90 Mitgliedern lebten in eigenen Bereichen rund um das Zentrum verteilt. Von diesen äußeren Bereichen, die nicht mehr zum Museum, aber noch zum National Historic District gehören, stehen nur noch einige Grundmauern der nördlichen und westlichen Gebäude.
Die Architektur der Shaker hatte stets die Gebäude der Mount Lebanon Shaker Society zum Vorbild, und so ähneln auch die Bauwerke des Hancock Shaker Village denjenigen im spirituellen Zentrum der Shaker. Dabei standen stets der Nutzwert bzw. die Funktionalität der Gebäude im Vordergrund. Besonders hebt sich die runde Scheune hervor, die 1820 errichtet wurde und mit ihrem Umfang von rund 82 Metern bis zu 52 Kühe zusammen mit entsprechenden Vorräten an Viehfutter aufnehmen konnte. Sie gilt als die erste runde Scheune der Vereinigten Staaten.
Das Äußere der Gebäude war durchgehend schnörkellos. Vor allem die Gemeinschaftshäuser waren „der Inbegriff von Schlichtheit, Sauberkeit und Symmetrie“. Im Inneren sorgten teilweise getäfelte Wände, eingebaute Schränke und Schubladen sowie die allgegenwärtigen Reihen von Holzpflöcken für Ordnung, Bequemlichkeit und Sauberkeit. Die Wände waren verputzt und weiß oder azurblau gestrichen. Die Fußböden waren entweder naturbelassen oder rötlich-gelb gebeizt. Im heutigen Freilichtmuseum können insgesamt 19 Gebäude besichtigt werden, von denen die meisten vollständig restauriert wurden.
Zum National Historic Landmark gehören darüber hinaus der benachbarte Friedhof der Shaker, ein Stausee und Überreste des Systems zur Wasserversorgung sowie der auch als Mount Sinai bekannte Berg Shaker Mountain.

## Historische Bedeutung
Die Siedlung wurde von den 1790er Jahren an genutzt und 1960 aufgelöst. Ihren Höhepunkt mit bis zu 300 Einwohnern hatte sie in den vier Jahrzehnten vor dem Sezessionskrieg. Die Gemeinschaft war auf Subsistenzwirtschaft ausgelegt und produzierte zur Eigenversorgung Gemüse, Getreide und Fleisch. Einnahmen erzielten sie vor allem durch den Verkauf von selbst hergestellten Produkten wie Mehl, Textilien, Eimer, Besen und Nägeln.
Nach dem Sezessionskrieg ging die Zahl der Anhänger der Shaker kontinuierlich zurück. Aufgrund des herrschenden Zölibats war die Gemeinschaft auf die Aufnahme von konvertierten Mitgliedern angewiesen, jedoch gab es mit anderen religiösen und nicht-religiösen Gemeinschaften zu viele Wettbewerber. Ein weiterer Faktor waren die gesellschaftlichen Veränderungen in den USA – waren die Shaker-Gemeinschaften bisher Zufluchtsorte für junge Frauen und Witwen, konnten diese sich mit dem Aufkommen der Schreibmaschine eigene Existenzen als Schreibkraft aufbauen. 1874 lebten nur noch 98 Shaker in der Siedlung.